# Eddy Gronfier
Pour les articles homonymes, voir Gronfier.
 (février 2017).
Eddy Gronfier est un ancien animateur de radio, producteur et compositeur d'electropop et d'hip-hop alternatif français.

## Biographie
Né en France en 1970, Eddy Gronfier fait ses débuts en tant qu’animateur sur Fun Radio Annecy en 1985, puis sur NRJ Chambéry.
En 1988, il monte à Paris pour devenir animateur de la FM nationale en prime time mais cette fois-ci sur Fun Radio jusqu’en 1990 aux côtés d’animateurs comme Manu Levy, Max ou Difool.
Il animera entre autres La Plus Grande Discothèque du monde à Bercy au côté d’Alexandre Debanne et Roxanne. 
Son émission Maxi Fun sera diffusée au Japon sur FM802, il participera également après la chute du mur de Berlin à l’ouverture de Fun Radio en Roumanie.
Il tente ensuite l’aventure à Maxximum, une jeune radio dance, house et techno où il rencontrera des personnalités clés pour la suite de sa carrière comme Joachim Garraud, Fred Rister, Cocto.
En 1992, il anime le morning show avec Caroline Davigny et l'émission M40 rock, ceci jusqu’en 1994 sur M40.
De 1994 à 1997, il est responsable de production sur RTL2, et crée en parallèle sa société de production Proedit. Il réalise alors l’habillage de Skyrock « priorité à la musique » et l’émission Les Monstres avec Manu Levy et François Meunier. Il réalise aussi l’habillage de Radio Scoop, l’habillage de Francis Zégut[style à revoir] sur RTL et Charly et Lulu sur RTL2.
Il produit également pour la télévision l’habillage de Fox Kids ainsi que les voix de l'émission Roger sur cette même chaîne, plusieurs génériques sur Eurosport, des documentaires pour la Cinquième et bon nombre de publicités (Télé2, collectif de la pomme de terre, Renault Clio, MTV, Pantech).
En 2000, Eddy rencontre Thomas Pieds, un jeune réalisateur français, et créent ensemble la société de production Minority et le groupe One-T qu’ils signent chez Universal Polydor. Ils sortent une trilogie de hits sur l’album One-T ODC tels que Music is the One-T ODC ou encore The Magic Key, ils obtiendront un disque d'or  en France et en Allemagne. Sa musique est reprise dans plusieurs films comme Trois zéros, Neuilly sa mère ou L'École pour tous et sera la musique phare de l'émission D&Co sur M6 pendant plusieurs années. One-T fera également la première partie d'Alizée à l'Olympia en 2003 et sera nommé au MTV Europe Music Awards 2003 for Best French Act.
Il produit plusieurs compositions et remixes à cette époque pour des artistes comme Mylène Farmer, Axelle Red, Hélène Segara et Laura Pausini, Mélissa Mars, Doc Gynéco ou encore, Nâdiya.
Aujourd’hui installé à Los Angeles, il travaille sur les albums et singles d’artistes tels que Joachim Garraud, Perry Farrell, Bob Sinclar ou Paul Ryder (en). Il réalise un remix du titre Rain sous le nom de BloomRemix pour le rappeur Common en duo avec John Legend. Il est également co-compositeur du titre 12345 de Yooth.

## Discographie

### Albums
- One-T ODC (2003) chez Universal Polydor
- One-T's ABC (2007) chez Universal Polydor

### Singles
- 12345 de Yooth (The Wire Records, Def Jam Recordings, Island Records)
- DJ de Dieselle (Wagram Music)
- Feel the Vibe de Bob Sinclar (Yellow Production)
- I know the score de Boons (Virgin)
- Music Is The One-T ODC de One-T (Polydor)
- Bein'a star de One-T (Polydor)
- The Magic Key de One-T (Polydor)
- Starky&Hutch 2004 de One-T (Polydor)
- Kamasutra de One-T (Polydor)
- Hamburguesa de One-T (Polydor)
- Tomorrow's war de One-T (Polydor)
- I woke up de One-T (Polydor)
- Souveraine de Doc Gynéco (Virgin)
- Secrets sucrés de Doc Gynéco (Virgin)
- Icarus de Billy Bryan (Space Party)
- We are the futur de Joachim Garraud (Zemixx)
- Le cruiser (et voila!) de Michel Vedette (OMP)

### Remixes
- Rain de Common feat. John Legend Bloom Remix (Def Jam Recordings)
- L'instant X by One-T de Mylène Farmer (Polydor)
- Bimbo à Moi de Axelle Red (Virgin)
- Et alors! de Melissa Mars (Polydor)
- Excuse my french de Frog Invader